# The Woods (película)
The Woods es una película estadounidense de terror sobrenatural del 2006 dirigida por Lucky McKee y con actuación de Agnes Bruckner, Patricia Clarkson, Rachel Nichols, Kathleen Mackey y Bruce Campbell. 

## Trama
Se centra en una adolescente que es enviada a una escuela privada de niñas en Nueva Inglaterra que sostiene un secreto siniestro relacionado al personal, la historia, y los bosques alrededor de la escuela.
En 1965, una adolescente rebelde llamada Heather Fasulo es enviada por su madre y su padre a una escuela privada para niñas, la Academia Falburn, ubicada en el medio de un bosque. La decana, la señora Traverse, acepta a Heather pese a la mala situación financiera de su padre, con la condición de someterla a una prueba de aptitud. Sintiéndose fuera de lugar, Heather, que también demuestra un talento por la telequinesis, se acerca a una chica tímida llamada Marcy Turner; que son maltratadas por una compañera de clase, Samantha Wise. Durante la noche, Heather tiene una pesadilla de una estudiante llamada Ann, cubierta en sangre, y escucha voces que parecen venir del bosque. Al día siguiente, Marcy le dice a Heather que Ann fue llevada a una institución mental después de intentar suicidarse, y que estaba cubierta de sangre.
Con la ayuda de Marcy, Heather eventualmente aprende a encajar en la nueva escuela, incluso divirtiéndose y haciendo más amigas. La señora Traverse somete a Heather a exámenes especiales para determinar si ella es "dotada", diciéndole que todo es parte de beca de la academia. Las niñas le cuentan a Heather la leyenda de la academia, la cual incluye tres hermanas pelirrojas que salieron del bosque y fueron adoptadas en la escuela. Pero las hermanas sufrieron ataques de las demás estudiantes debido a su extraño comportamiento y la habilidad de hablar con el bosque. Cansada del maltrato la hermana mayor huye al bosque y atrae a las estudiantes, entregando sus almas al bosque. Termina su hechizo asesinando a la directora con un hacha.
Mientras tanto, Samantha continúa atormentando a Heather, quien a pesar de ello la confronta. Ann regresa de la institución mental, y Heather la encuentra un día meciéndose en su cama; Ann revela que está asustada de que la vuelvan a raptar las brujas. Una niebla entra en la habitación y derriba a Heather, torciendo su talón y es llevada a la enfermería. Al día siguiente, Heather encuentra la cama de Ann vacía y en su lugar hay hojas muertas; ella atestigua como la directora le miente a la policía sobre la desaparición de Ann, resaltando que ella está siendo cuidada.
Tras la desaparición de Marcy, Heather ingresa en el bosque en su busca pero es interceptada por Samantha quien le revela que las maestras traman algo siniestro con las estudiantes y que debe salir de ahí. Heather no convencida le dice que se aleje cuando una maestra se lleva a Samantha. A la tarde siguiente se oye un gran alboroto en los comedores que culmina con el descubrimiento del cadáver de Samantha colgado de una viga.
Esa misma tarde los padres de Heather regresan al colegio por ella. Sin embargo, cuando intentan salir, el bosque se lo impide y provoca un accidente en el que la madre de Heather muere y ella pierde el conocimiento. 
Heather despierta con un fuerte dolor en el tobillo provocado por un doctor, se da cuenta de que la han llevado a un hospital y pregunta por el paradero de su madre y su padre, a lo que el doctor responde con evasivas. Heather sale de cama en busca de sus padres y encuentra a su padre que le revela que su madre ha muerto, Heather sufre un ataque al ver a la directora Traverse entrando a la habitación de su padre y la acusa de ser bruja. Heather es traslada de regreso al internado donde la directora Traverse la somete a pruebas de telequinesis .  
Con el paso de los días el bosque comienza a inquietarse y Heather se da cuenta de que el bosque está listo para llevársela. Una noche despierta a mitad de la noche y vomita una sustancia parecida a la sangre y trata de huir, pero el bosque logra llevársela. 
Heather despierta a mitad de una ceremonia en la cual la directora Traverse revela que es una de las hermanas de la leyenda y Heather será la que repita la historia realizando un hechizo en el que el bosque se lleve las almas de todas las estudiantes. Mientras tanto el padre de Heather logra salir del hospital y roba un auto para ir en busca de su hija. Logra llegar a tiempo de interrumpir la ceremonia, salvando a Heather y a las estudiantes. Heather se libera de las enredaderas y agarra el hacha, procediendo a cortar a todas las brujas en pedazos. Heather y su padre luego se van con todas las chicas, caminando por la calle hacia la luz del día mientras la escuela se quema en la distancia detrás de ellas.
En 1965 la academia Fulborn se incendió hasta los cimientos pero nadie ha podido explicar el hecho de que ningún árbol del bosque sufrió daño en el siniestro, y una voz se escucha diciendo "Estoy en todas partes".

## Reparto
- Agnes Bruckner: Heather Fasulo
- Emma Campbell: Alice Fasulo
- Bruce Campbell: Joe Fasulo
- Patricia Clarkson: Sra. Traverse
- Rachel Nichols: Samantha Wise
- Lauren Birkell: Marcy Turner
- Kathleen Mackey: Ann Whales
- Jane Gilchrist: Sra. Cross
- Catherine Colvey: Sra. Leland
- Marcia Bennett: Sra. Mackinaw
- Cary Lawrence: Sra. Charevoix
- Colleen Williams: Sra. Arbor
- Gordon Currie: el Sheriff
- Melissa Altro (como Missy Altro): Barb
- Maia Balestriri:  Jen (como Maïa Balestrieri)
- Maggie Castle: Tracy
- Amber Cull: Mara